# Great Wall Voleex C30

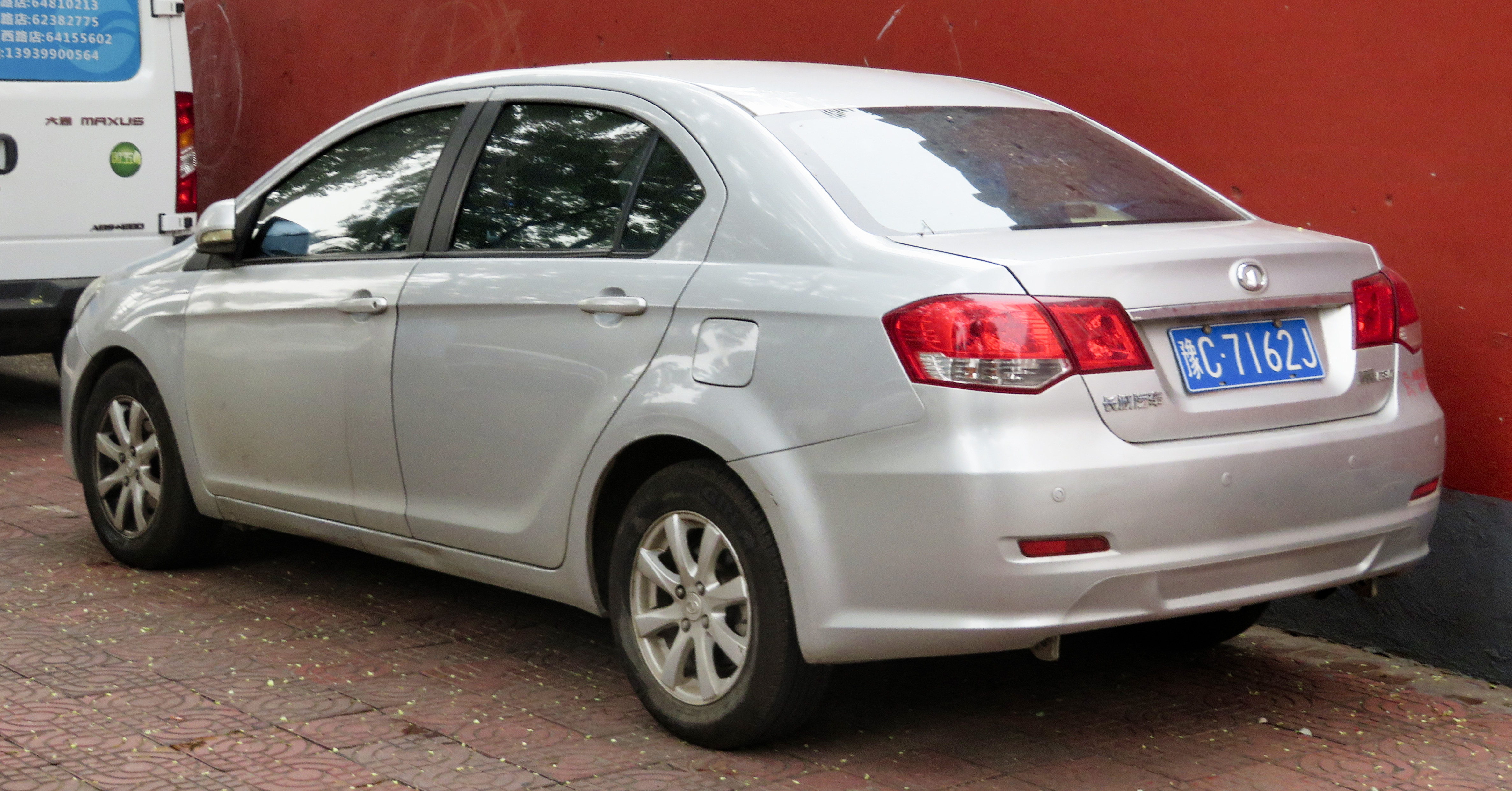
Heckansicht

Der Great Wall Voleex C30 oder Great Wall Tengyi C30 ist ein Pkw-Modell des chinesischen Herstellers Great Wall Motor. Das Modell war zum Zeitpunkt der Einführung die einzige klassische Stufenheck-Limousine des Herstellers, der sich bisher auf SUVs, Pickups und Kleinwagen spezialisiert hatte.
Die Limousine kam im Mai 2010 auf den chinesischen Markt, im Oktober 2014 wurde sie überarbeitet. Zwischen 2013 und 2016 wurde das Fahrzeug auch in Bulgarien vertrieben.
Der Wagen ist mit einem selbst entwickelten 1,5-Liter-Ottomotor mit 78 kW (106 PS) ausgestattet. Ein stufenloses Getriebe (CVT, 6 virtuelle Gänge) ist optional anstelle des serienmäßigen Fünfgang-Schaltgetriebes verfügbar. Der C30 war in drei Ausstattungslinien verfügbar, von denen die einfachste – wie zu dieser Zeit oft in China – ohne Airbags, nicht aber ohne elektrische Fensterheber auskommen musste.
Ab Oktober 2016 war das Fahrzeug auch als Elektroauto mit 270 km Reichweite erhältlich.

## Technische Daten
|                                             | 1.5                           | EV                        |
| ------------------------------------------- | ----------------------------- | ------------------------- |
| Bauzeitraum                                 | 05/2010–12/2020               | 10/2016–12/2020           |
| Motorkenndaten                              |                               |                           |
| Motortyp                                    | Reihen-Vierzylinder-Ottomotor | Elektromotor              |
| Hubraum                                     | 1497 cm³                      | —                         |
| max. Leistung bei min−1                     | 78 kW (106 PS) / 6000         | 120 kW (163 PS)           |
| max. Drehmoment bei min−1                   | 138 Nm / 4200                 | 280 Nm                    |
| Kraftübertragung                            |                               |                           |
| Antrieb, serienmäßig                        | Vorderradantrieb              | Vorderradantrieb          |
| Getriebe, serienmäßig                       | 5-Gang-Schaltgetriebe         | 1-Gang-Reduktionsgetriebe |
| Getriebe, optional                          | (Stufenloses Getriebe)        | —                         |
| Antriebsbatterie                            |                               |                           |
| Energieinhalt                               | —                             | 37,23 kWh                 |
| Messwerte                                   |                               |                           |
| Höchstgeschwindigkeit                       | 183 km/h                      | 150 km/h                  |
| Beschleunigung, 0–100 km/h                  | 11,3 s                        | 8,0 s                     |
| Kraftstoffverbrauch auf 100 km (kombiniert) | 6,5 l Super (6,8 l Super)     | —                         |
| Tankinhalt                                  | 55 l                          | —                         |